# Polvere (James Joyce)
Polvere (Clay) è un racconto breve scritto da James Joyce e pubblicato nel 1914. È il decimo racconto della collezione intitolata Gente di Dublino.

## Trama
La protagonista è un'attempata lavandaia di nome Maria che ha la punta del mento che quasi le tocca la punta del naso. Una sera, dopo aver lasciato il lavoro, si mette in viaggio per andare a trovare Joe, a cui ha fatto da bambinaia da piccolo e a cui è ancora molto legata. Lungo il tragitto si ferma in una pasticceria per comprare dei dolci per la festa di Halloween. La ragazza che la serve, indisposta dall'incertezza di Maria su cosa comprare, le chiede se stia per caso scegliendo una torta nuziale, ironizzando sulla condizione di nubile della donna. Sul tram Maria viene avvicinata da un gentiluomo ubriaco che le cede il posto e le rivolge qualche parola. Arrivata da Joe, Maria è calorosamente accolta dalla sua famiglia, ma il suo entusiasmo svanisce quando si rende conto di aver dimenticato sul tram il plum cake appena comprato, confusa dall'incontro con l'uomo sul tram. Maria partecipa con un certo imbarazzo a un gioco divinatorio tradizionale della vigilia di Ognissanti: una persona bendata è chiamata a scegliere tra alcuni piattini contenenti oggetti simbolici. Tra gli oggetti del gioco c'è un anello, che indica un matrimonio in vista. La scelta di Maria cade invece su un pezzo di argilla (da cui il titolo originale del racconto, Clay), e tutti nella stanza ammutoliscono. La moglie di Joe rimprovera una ragazza presente, che ha preparato il gioco. L'argilla infatti indicava morte e pertanto in epoca vittoriana essa era omessa dal gioco per delicatezza nei confronti dei partecipanti. Tuttavia Maria sembra non essersi accorta di nulla e procede a una seconda scelta, questa volta un libro di preghiere, che simboleggia l'entrata in convento. I festeggiamenti proseguono e Maria viene invitata a cantare un'aria operistica. Nel cantare, Maria commette quello che il testo definisce 'un errore', ma nessuno la corregge: omette infatti un verso che fa riferimento a corteggiatori che Maria mai ha avuto nella sua vita. Il racconto si conclude con la descrizione della profonda commozione che Joe attribuisce all'esibizione di Maria, ma che più probabilmente è dovuta alla triste condizione della donna.

## Critica
Il testo fa parte del gruppo di storie dedicate alla vita adulta, assieme a Una piccola nube e Rivalsa. Il tema dominante è, come negli altri racconti, la "paralisi": l'esistenza di Maria è infatti monotona e priva di grandi eventi e la donna è in un perenne stato di inadeguatezza. Altro tema è la fragilità di Maria: il titolo originale del racconto, traducibile con "argilla", mette immediatamente in chiaro il carattere della donna: la lavandaia è facilmente manipolabile e quasi priva di una propria personalità. Ne sono un esempio l'insicurezza nella scelta del dolce da comprare nella pasticceria e l'imbarazzo suscitato dalla battuta della commessa. Inoltre, sebbene Maria venga presentata come una persona trattata da tutti con affetto e per cui tutti hanno parole gentili, si suggerisce che questi atteggiamenti siano almeno in parte dovuti a motivi di tatto e compassione. È in questo che consiste difatti la rivelazione, presente in Polvere come negli altri racconti della raccolta: l'omissione nella canzone finale esplicita la solitudine di Maria ai lettori e la compassione di Joe e della sua famiglia, che fingono che la canzone sia giusta così per la sua condizione.

## Edizioni
- James Joyce, Gente di Dublino, collana «I giganti di Gulliver», Rimini, Gulliver, 1995, ISBN 88-8129-046-4.